# 三川音璃
三川 音璃（みかわ ねり、1998年10月20日 - ）は、日本のアニメーター、イラストレーター。スターダストプロモーション関連のSTARDUST CREATORS所属。

## 経歴
京都精華大学マンガ学部アニメーション学科卒業。
在学中に制作したアニメーション作品が、第16回吉祥寺アニメーション映画祭で優秀賞などを受賞。
アニメーション制作会社でアニメーション作画業務の経験を経て、アニメーター・イラストレーターとして活動中。
セリフを入れず、キャラクターや背景の表情で心情を物語る作品が多く、実写とアニメーションの中間のような、空気感のある作品づくりを得意としている。

## 作品

### 劇場アニメ
- 『劇場版すとぷり はじまりの物語〜Strawberry School Festival!!!〜』作画監督（2024年）[1]

### テレビアニメ
- 「るろうに剣心 -明治剣客浪漫譚- 京都動乱」#26作画監督、#34レイアウト・原画[要出典]、#40・45[要出典]演出（2024-2025年／フジテレビ系）[1]
- 「夜桜さんちの大作戦」（2024年／MBS・TBS系）[1]
- 「となりの妖怪さん」（2024年／ABC・テレビ朝日系）[1]

### ショートアニメ
- ポケミニッツ「Holidays with Pokémon」（2024年）[1]
- プリ小説 ショートアニメ「夕木真哉は夜、暴く ～殺人遺族カウンセラーの秘密と闇～」（2023年）[1]
- 「ENDROLL」（2021年）[1]
- 「やわらかなしろ」（2020年）[1]

### ミュージックビデオ
- みゆはん「真夏の陽が刺した」（2022年）[1]
- 遼遼「無為を抱く」（2022年）[1]

### TVCM・広告
- ACジャパン「ナイス一休7119」（2020年）[1]

## 受賞歴
- 第16回 吉祥寺アニメーション映画祭 優秀賞（「やわらかなしろ」）[1]
- 第16回 ACジャパン広告学生賞 優秀賞（「ナイス一休7119」）[1]